# شندي (محافظة)
محافظة شندي إحدى محافظات ولاية نهر النيل وتقع في الجزء الجنوبي الشرقي من الولاية وهي بوابة الولاية من الجنوب وتقع شمال ولاية الخرطوم وهي في الجزء الشرقي من نهر النيل وتقابل محافظة المتمة وبها عدد من المحليات أولها محلية حجر العسل والتي تبدأ من الشلال السادس (السبلوقة) وتضم هذه المحلية العديد من القرى وبعدها محلية شندي والتي تبدأ من ود بانقا إلى مدينة شندي.
وتتميز المدينة بكثرة بساتين الفاكهة والنخيل وبها بنطون «قارب كبير ينقل الناس والعربات من ضفة إلى أخرى» كبير يتم الاستفادة منه كما أنها موطن لقبيلة الجعليين التي تعد رمزا من رموز السودان.